# Bembos
Bembos es una empresa peruana de comida rápida, principalmente dedicada al mercado del consumo de hamburguesas. 
La cadena cuenta con locales en su sede principal en Lima y en diversas regiones al nivel nacional.

## Historia
Bembos inició sus operaciones en la ciudad de Lima el 11 de junio de 1988 con un pequeño restaurante en el distrito de Miraflores. Posteriormente, abrieron una sucursal en el distrito vecino de San Isidro en 1990. Transcurrido algún tiempo, Bembos comenzó a expandirse en diversos puntos de la ciudad. 
En 2006, Bembos aperturó un local en Mumbai, India.
En mayo de 2009, Bembos abrió un local en Ciudad de Guatemala. En ese entonces recibió cuarenta mil visitas mensuales.
En marzo de 2011 la cadena fue adquirida por el conglomerado Intercorp. Según el acuerdo de compra, Intercorp adquirió solamente las operaciones de Bembos en Perú y deja de lado a los locales aperturados fuera del país. El local aperturado en la India cerró tras la compra ese mismo año.